# Одорхеју Секујеск
Одорхеју Секујеск (рум. Odorheiu Secuiesc, мађ. Székelyudvarhely) град је у Румунији. Он се налази у средишњем делу земље, у историјској регији Трансилванија. Одорхеју Секујеск је други по важности град округа Харгита.
Одорхеју Секујеск је према последњем попису из 2002. године имала 36.926 становника.

## Географија
Град Одорхеју Секујеск налази се у средишњем делу историјске покрајине Трансилваније, око 100 km северно до Брашова, најближег већег града.
Одорхеју Секујеск се налази у котлини реке Велика Трнава. Источно од града издижу се Карпати, а западно се пружа бреговито подручје средишње Трансилваније.

## Историја
Целом својом историјом Одорхеју Секујеск је био средиште Мађара-Секеља. У касној угарској историји он је био средиште жупаније Удвархељ. Име града се први пут спомиње 1333. године, а већ 1357. године овде је одржан први Секељски сабор. 1492. године овде је саграђена тврђава, које је касније више пута рушена. Средиште града очувано је у барокном руху.
У скоријој историји град је задесила велика поплава 2005. г.

## Становништво
У односу на попис из 2002, број становника на попису из 2011. се смањио.
| 2011.  |
| ------ |
| 34.257 |

Одорхеју Секујеск је од свих насеља у Румунији са преко 10 хиљада становника, насеље са најмањим постотком матичних Румуна. Мађари-Секељи чине већину градског становништва Одорхеју Секујеска (96%), а од мањина присутни су Румуни (3%) и Роми (1%).

## Галерија
- Римокатоличка црква
- Калвинистичка црква
- Градска кућа
- Градски лицеј